# 重債窮國
重債窮國（the Heavily Indebted Poor Countries，縮寫為HIPC）希望能夠協助世界最窮困的國家將外債降低至能夠承擔的水準，讓這些國家的政府得以正常施政。
這個計畫是由世界銀行與國際貨幣基金組織於1996年成立，1999年重新被檢討與改革，希望透過減免債務而減少這些國家的貧窮。
重債窮國計畫中有39個國家，其中32個位於撒哈拉沙漠以南之中部非洲地區，有資格接受債務減免。到目前為止有27個國家接受了540億美元的援助，包括：
- 阿富汗
- 玻利维亚
- 布吉納法索
- 喀麦隆
- 中非
- 刚果共和国
- 刚果民主共和国
- 衣索比亞
- 几内亚
- 海地
- 利比里亚
- 马达加斯加
- 马拉维
- 毛里塔尼亚
- 莫桑比克
- 尼加拉瓜
- 尼日尔
- 卢旺达
- 聖多美和普林西比
- 塞内加尔
- 坦桑尼亚
- 多哥
- 乌干达
- 尚比亞

## 外部連結
- 重債窮國计划官方網站 （页面存档备份，存于）